# Alte Meilerhütte
Die Alte Meilerhütte ist eine Schutzhütte der Sektion Bayerland des Deutschen Alpenvereins (DAV). Sie liegt auf 2372 m ü. A. Höhe, in Tirol in Österreich. Während der unbewirtschafteten Zeit der unmittelbar nebenan stehenden Neuen Meilerhütte dient die Alte Meilerhütte als Winterraum.

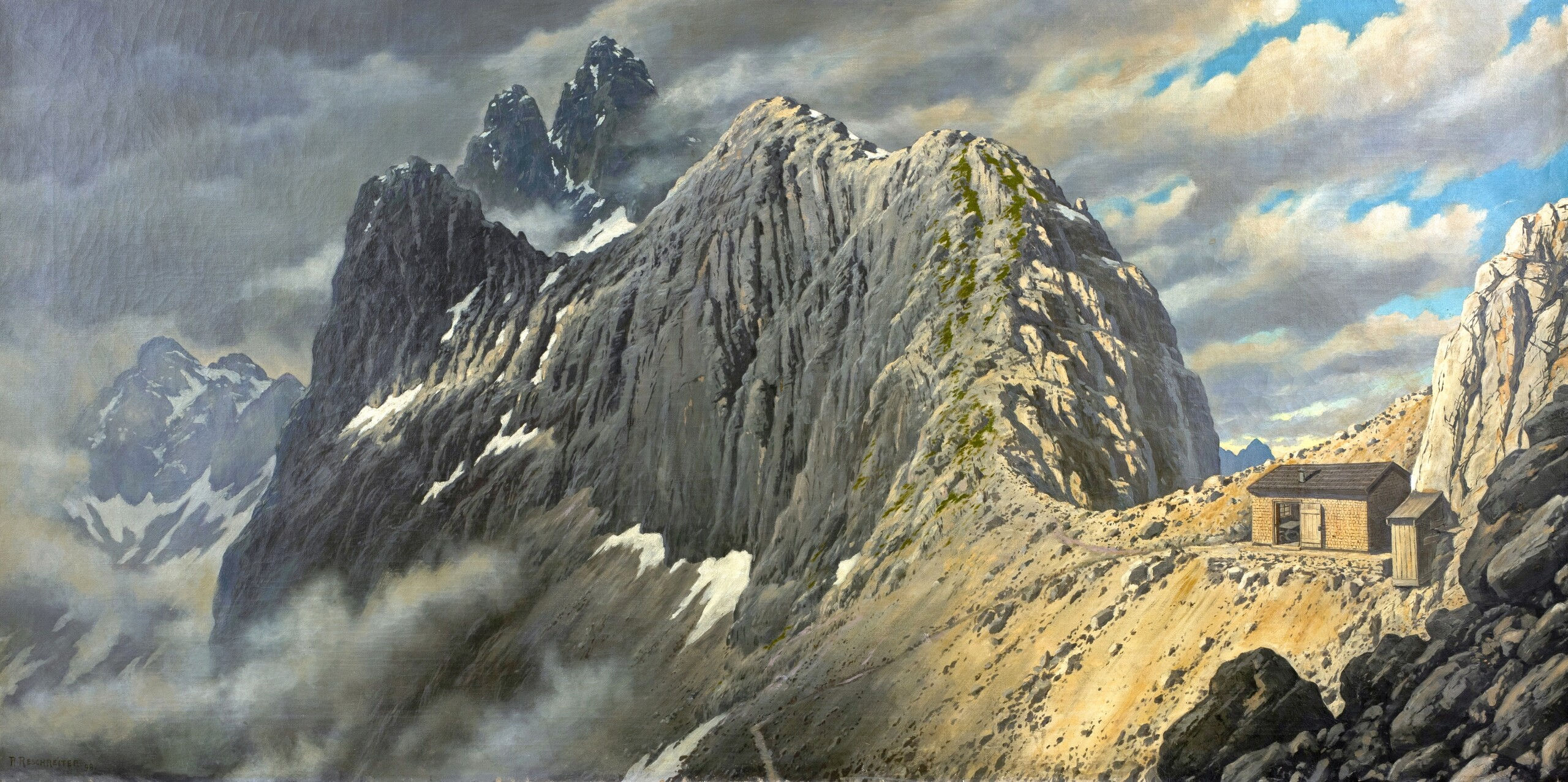
Alte Meilerhütte von Osten gesehen, 1898
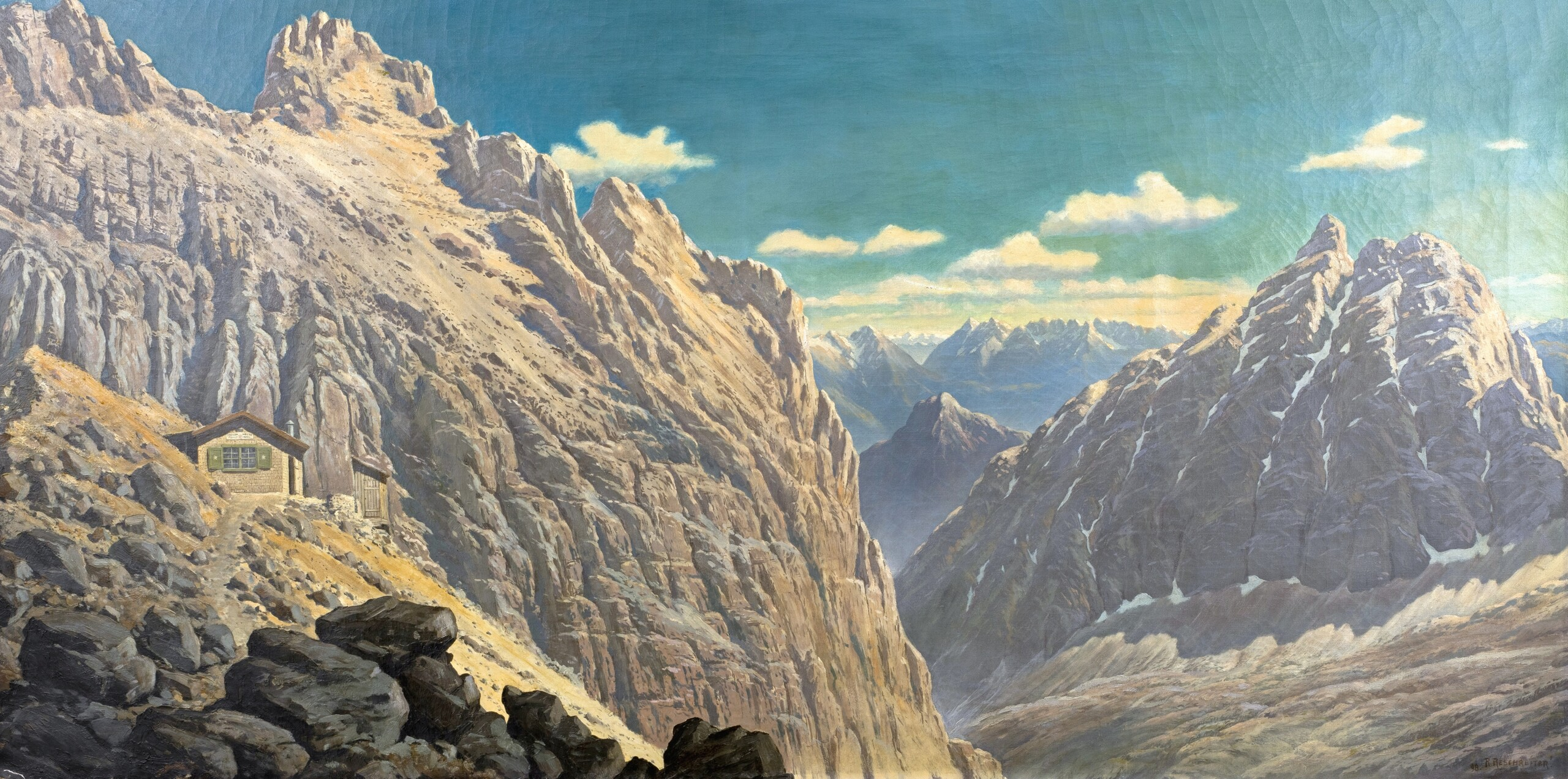
Alte Meilerhütte von Westen gesehen, 1898